# Lethe irma
Lethe irma är en fjärilsart som beskrevs av Evans 1923. Lethe irma ingår i släktet Lethe och familjen praktfjärilar. Inga underarter finns listade i Catalogue of Life.